# Kabinet-Pengel I
Het kabinet-Pengel I was een Surinaams kabinet onder leiding van premier Johan Adolf Pengel (NPS). Het kabinet trad aan na de verkiezingen van 1963. In deze periode waren Archibald Currie, François Haverschmidt en Henry Lucien de Vries de gouverneurs van Suriname.
Het kabinet regeerde van 1 juni 1963 tot en met 17 mei 1967.
Eind 1963 was er een kabinetscrisis als gevolg van de Ormet-affaire waarbij de PSV uit de coalitie stapte. Coen Ooft, minister van Economische Zaken, werd vervangen door Hendrik Soemodihardjo (KTPI) die tot dan staatssecretaris van Sociale Zaken was. Die trad halverwege 1964 terug, waarna August Riboet hem opvolgde. Al spoedig ontstond er een nieuw probleem toen bleek dat Riboet in 1938 veroordeeld was tot een gevangenisstraf van 9 maanden. Hierop werd André Soeperman de nieuwe minister van Economische Zaken. Deze voormalige telegrafist kon niet goed samenwerken met de directeur van het ministerie, waarop George Rakim hem in 1965 opvolgde.
Tijdens dit kabinet werd de waterkrachtcentrale in de Afobakadam in gebruik genomen. In 1966 was er een dag een grote staking van leraren. Ervoor hadden zij stakingen altijd als onethisch beschouwd, omdat ze de leerlingen niet zonder onderwijs en leiding op school wilden laten zitten. Tijdens het volgende kabinet-Pengel II braken niettemin opnieuw onderwijsstakingen uit die leidden tot de val van dat kabinet.

## Samenstelling
De samenstelling van het kabinet was als volgt:
| Ministerie                                      | Minister                          | Partij   |
| ----------------------------------------------- | --------------------------------- | -------- |
| Algemene Zaken, Binnenlandse Zaken en Financiën | Johan Adolf Pengel                | NPS      |
| Onderwijs en Volksontwikkeling                  | Albert Alexander Richenel Cameron | NPS      |
| Sociale Zaken                                   | Johannes Samuel Petrus Kraag      | NPS      |
| Opbouw                                          | Just Rens                         | NPS      |
| Openbare Werken en Verkeer                      | John Thijm                        | NPS      |
| Justitie en Politie                             | Sewraam Rambaran Mishre           | VHP      |
| Justitie en Politie                             | Jnan Hansdev Adhin                | VHP      |
| Landbouw, Veeteelt en Visserij                  | Harry Sharuh Radhakishun          | VHP      |
| Volksgezondheid                                 | Hemradj Shriemisier               | VHP      |
| Economische Zaken                               | Coen Desiré Ooft                  | PSV      |
| Economische Zaken                               | Hendrik Soemodihardjo             | KTPI     |
| Economische Zaken                               | August Riboet                     | KTPI     |
| Economische Zaken                               | André Soeperman                   | KTPI     |
| Economische Zaken                               | George Rakim                      | KTPI/NPS |
| <geen portefeuille>                             | L.C. Zuiverloon                   | PSV      |